# Szűzforrás
A Szűzforrás (eredeti cím svédül: Jungfrukällan) Ingmar Bergman 1960-ban bemutatott filmdrámája. Bergman meghatározóan szerzői életművén belül az utóbbi film kivétel: a forgatókönyvet egy 14. századbeli legenda nyomán Ulla Isaksson írta. Maga a rendező a filmjét „közlekedési balesetnek” nevezi, noha elnyerte a legjobb idegen nyelvű filmnek járó Oscar-díjat.

## Történet
A Szűzforrás a kora középkori Svédországban játszódik, egy keresztény család lánya Karin (Birgitta Petterson) a közeli templomba visz gyertyákat. Vele tart Ingeri (Gunnel Lindblom) az állapotos cselédlány, akik titokban a pogány istenség, Odin híve. Az útjuk az erdőn át vezet lóháton, de külön válnak.
Ingeri találkozik egy félszemű alakkal egy patakparti malomnál, vált vele pár szót, majd rémülten elmenekül. Karin három pásztorral akad össze (két férfi és egy fiú), akiket meghív, hogy fogyasszák el vele az ebédjét. Végül a két idősebb férfi megerőszakolja és meggyilkolja a lányt, amit Ingeri a távolból elbújva végignéz. A férfiak elhagyják a helyszínt Karin ruháival. A fiatal fiú magára marad a holttesttel a kecskéket őrizni, hamarosan kitör rajta az erős bűntudat.
A pásztorok később tudatlanul szállást kérnek a meggyilkolt Karin szüleitől Törétől (Max von Sydow) és Märetától (Birgitta Valberg), akik később rájönnek, hogy megölték lányukat, mert a férfiak megpróbálják eladni Karin ruháit Märetának. A teljesen feldühödött Töre a kamrába zárja a pásztorokat, és megöli őket.
A következő nap a szülők elindulnak az erdőbe megkeresni lányuk holttestét Ingeri segítségével. Töre fogadalmat tesz Istennek, hogy bár nem érti, hogy miért engedte, hogy ilyen szörnyű dolog történjen lányával, mégis egy templomot fog építeni Karin halála helyén, mert a lelkiismerete arra kényszeríti, hogy vezekeljen a pásztorok megölése miatt. Ahogy a szülők felemelik a lányuk fejét a földről, egy forrás kibuggyan alóla. Ingeri elkezdi megmosni magát a vízben, és Karin szülei megtisztitják a lány sáros arcát.

## Szereposztás
| Színész             | Karakter       | Magyar hang    |
| ------------------- | -------------- | -------------- |
| Max von Sydow       | Töre           | Tóth Zoltán    |
| Gunnel Lindblom     | Ingeri         | Söptei Andrea  |
| Birgitta Valberg    | Märeta         | Fehér Anna     |
| Birgitta Pettersson | Karin          | Szénási Kata   |
| Axel Düberg         | sovány pásztor |                |
| Tor Isedal          | néma pásztor   | –              |
| Ove Porath          | pásztorfiú     |                |
| Gudrun Brost        | Frida          | Molnár Piroska |
| Oscar Ljung         | Simon          |                |
| Axel Slangus        | hídőr          |                |
| Allan Edwall        | koldus         |                |

## Értelmezési lehetőségek
Ennek a „közlekedési balesetnek” nem csupán negatív tanulságai vannak. Noha a középkorban játszódó véres bosszúdráma szereplői nem járják be a hit és hitetlenség más filmekre jellemző végletes, a személyiséget súlyos testi és lelki válságba taszító útját, az isteni gondviselés kifürkészhetetlensége nyomán felfakadó „Nem értem!” kiáltás a Szűzforrásban is elhangzik.
A lánya gyilkosain- köztük egy gyereken-bosszút álló családfőn azonban csak pillanatokig lesz úrrá a kétségbeesés. Pogány bosszúja miatt irgalomért esedezik Istenhez: templom építését ajánlja fel a gyilkosság színhelyén, s áldozatát azonnal megerősíti lánya holtteste alól csodálatos módon felfakadó forrás. 
Nincs tehát drámai konfliktus a szereplő hitében; a "deus ex machina" lezárás sem megoldást, sem megerősítést nem nyújt. S nincs drámaiság a történetben sem, hiszen az események nem a feszültségfelfokozás, jóval inkább a dramaturgia pályáján tartanak a végkifejlet felé. Legendát látunk megelevenedni az artisztikus képsorokon.
A főhősnél összetettebb lelki karakter, így a film "legbergmanibb" figurája a szőke, törékeny, szépségtől és előkelőségtől eltelt édesgyermek mellett megtűrt mostohaleány. A megesett, fekete, vad teremtés a pogány istenekkel üzletelve átkozza a család szeme fényét - mindaddig a míg átka beteljesül. Megrendülése és főképp zavara nem pusztán a szörnyű eseményeknek szól, hanem saját démonainak, amelyek a történtek szerint nem csupán a képzeletében léteznek. Ingeri alakja még a pogány hitvilág vonzáskörzetében áll; ebből szakítja ki őket a keresztény hit himnuszaként feltörő "szűzforrás" csodája.
A rendkívül mívesen felépített film klasszikus eszközökkel, mindenekelőtt a sötétség és a fény, a rút és a szép, a pogány és a keresztény képzetek szembeállításával dolgozik. A legenda világából fakadó didaxisból annál erőteljesebben emelkedik ki az a néhány formai megoldás, amely Bergman kibontakozó modern rendezői karakterére emlékeztet. Ilyen például a zenehasználat: a zene nélkülözése a gyilkosság és a bosszú képei alatt, ami hátborzongatóan valószerűvé teszi a példázatos cselekedeteket, illetve a csoda pillanatában felhangzó egyházi ének. Utóbbi, a nézőpont finom elmozdításával (enyhe felső gépállás) láthatóvá tett csodánál meggyőzőbben szólaltatja meg a jelenet spirituális tartalmát. Bergman legerőteljesebb jelenlétét a filmben éppen a drámai csúcsponton érhetjük tetten: az Istennel perlekedö, majd annak irgalmát kérő apa alakját előbb totálban, majd félközeliben, háttal látjuk, csak a templom felajánlásánál fordul profilba az arca. A közvetlen drámaiságot eltávolító kép különös ellentétbe kerül a Bergman-filmek többségével. Itt a kétségbeesés hit által történő gyors feloldódását ellenpontozza, amikor viszont ez a folyamat jóval lassúbb, mi több, bizonytalan végkimenetelű, a rendszer már nem távolodik el szereplőitől, sőt minél közelebb hajol arcukhoz, a legapróbb rezdüléseket kutatva.

## Díjak, jelölések
- Oscar-díj (1961)
  - díj: legjobb idegen nyelvű film
  - jelölés: legjobb kosztüm (fekete-fehér filmben) – Marik Vos-Lundh
- Cannes-i fesztivál (1960)
  - díj: Special Mention – Ingmar Bergman
  - jelölés: Arany Pálma – Ingmar Bergman
- Golden Globe-díj (1961)
  - díj: Samuel Goldwyn-díj (külföldi film)
- Kinema Junpo Awards
  - díj: legjobb rendezés (idegen nyelvű film) – Ingmar Bergman
  - díj: legjobb idegen nyelvű film – Ingmar Bergman

## Fordítás
Ez a szócikk részben vagy egészben  a   The_Virgin_Spring című angol Wikipédia-szócikk fordításán alapul.  Az eredeti cikk szerkesztőit annak laptörténete sorolja fel. Ez a jelzés csupán a megfogalmazás eredetét és a szerzői jogokat jelzi, nem szolgál a cikkben szereplő információk forrásmegjelöléseként.